# 8062 Okhotsymskij
8062 Okhotsymskij è un asteroide della fascia principale del diametro medio di circa 14,99 km. Scoperto nel 1977, presenta un'orbita caratterizzata da un semiasse maggiore pari a 2,3872677 UA e da un'eccentricità di 0,0993548, inclinata di 12,51059° rispetto all'eclittica.